# Rúben Lima
Rúben Alexandre Rocha Lima (Lisboa, 3 de Outubro, 1989), mais conhecido como Rúben Lima, é um futebolista português que atua como lateral-esquerdo. Atualmente joga pelo Famalicão.

## Carreira
Aos seus 8 anos, começou a jogar nas escolinhas do Tenente Valdez (em 1997/1998) e teve ainda uma passagem pelo Palmense (na temporada 1999/2000) antes de se tornar um jogador do Benfica durante 8 anos (2000-2008). Na última temporada fez parte da equipe principal, mas não realizou nenhum jogo pela equipe.
Foi emprestado ao Desportivo das Aves, clube onde permaneceu por duas temporadas (2007/2008 e 2008/2009), depois foi para o Vitória de Setúbal e posteriormente ao Beira-Mar. Rumou à Croácia onde por duas temporadas (2011/2012, 2012/2013) e se encontrou no Hajduk Split, pela qual conquistou uma Taça Croata.
Ainda na Croácia, na temporada de 2013/2014 foi vendido ao Dínamo de Zagreb, onde foi campeão da Liga Croata. Já na temporada 2014/2015, foi emprestado ao Rijeka. Depois deste empréstimo voltou a integrar o elenco do Dínamo.
Ao longo da sua carreira, disputou 45 partidas pelas Seleções Portuguesas de base (sub-17, sub-18, sub-19 e sub-21).

## Títulos
Taça Croata - 2012/13
Liga Croata - 2013/14